# 翁元佑
翁元佑（1985年8月16日—），香港歌手，15歲因為一次機會上台參加歌唱比賽，從此喜歡上歌唱。2003年，18歲的翁元佑在生日時，為自己寫下第一首創作歌曲，受到多間唱片公司邀請試唱。曾擔任自己的製作人發行全創作，也為歐漢聲(歐弟)、蕭閎仁、胡靈、張心傑、曾靜玟、翁滋蔓等等十多位歌手寫詞寫曲，是華語樂壇的新生代創作歌手。

## 經歷
2001年，40th瑪中藝術創作比賽，詞曲競賽冠軍。
2006年，EMI香港歌唱大賽，十強。
2007年，超級星光大道 (第一屆)，踢館挑戰賽PK魔王。
2008年，北韻獎個人組第三名。
2010年，全國大專院校僑生歌唱比賽，優勝。
2010年，兩岸三地歌唱大賽，前十強。
2010年，bbTV之星歌唱大賽，前十強。
2012年，全球華人新秀大賽，前十強。
2013年，華人星光大道3PK魔王，第九名。
2015年，替網路遊戲奇蹟歸來演唱遊戲主題曲。
2018年，為手遊劍天下量身訂作及演唱遊戲主題曲天下一劍。

## 音樂作品

### 個人專輯＆EP
| 發行   | 日期     | 專輯名稱           | 唱片公司 | 曲目                                             | 附註 |
| ------ | -------- | ------------------ | -------- | ------------------------------------------------ | ---- |
| 2012年 | 03月24日 | 《如果沒有那時候》 | 獨立發行 | 歌名 01.不怕 02.敵不動我動 03.大小聲             |      |
| 2014年 | 08月16日 | 《謀殺我》         | 獨立發行 | 歌名 01.謀殺我 02.轉淚點                         |      |
| 2014年 | 08月29日 | 《EP愚蠢天使》     | 獨立發行 | 歌名 愚蠢天使                                    |      |
| 2015年 |          | 《EP奇蹟歸來》     |          | 歌名 奇蹟歸來                                    |      |
| 2016年 |          | 《EP序》           |          | 歌名 序                                          |      |
| 2016年 |          | 《EP王者之光》     |          | 歌名 王者之光                                    |      |
| 2016年 |          | 《EP一夫當關》     |          | 歌名 一夫當關                                    |      |
| 2018年 |          | 《致我們》         |          | 歌名 01.紀念我們 02.愛逃亡了 03.妳的愛情我在對面 |      |
| 2018年 | 09月14日 | 《EP緣》           | 數位發行 | 歌名 緣                                          |      |
| 2019年 | 04月30日 | 《EP天下一劍》     |          | 歌名 01.天下一劍 02.千年                         |      |

### 詞曲作品
| 曲目                | 主唱         | 收錄專輯                 | 發行日期   | 備註                            |
| ------------------- | ------------ | ------------------------ | ---------- | ------------------------------- |
| 抹煞我              | 蕭閎仁       | 第三張創作專輯           | 2010年12月 | 詞曲創作                        |
| 沒關係              | 翁滋蔓       | love Me                  | 2011年11月 | 詞曲創作                        |
| 堅牆                | 胡靈         | 致 親愛的女孩            | 2012年7月  | 作曲                            |
| 轉淚點              | 胡靈         | 致 親愛的女孩            | 2012年7月  | 詞曲創作                        |
| 你說愛然後呢        | 曾靜玟       | 剩女保鑣                 | 2012年8月  | 作曲                            |
| 她是 (OT: 英雄主義) | 張心傑       | 新加坡戲劇正義武館主題曲 | 2013年8月  | 作曲                            |
| 慢慢的              | 林妍君       | 慢慢的                   | 2013年10月 | 作曲 偶像劇借用一下你的愛插曲   |
| 指尖上的溫度        | 歐漢聲(歐弟) | 同名專輯                 | 2013年12月 | 作曲                            |
| 未完待續            | 賴雅妍       |                          | 2014年3月  | 作曲 戲劇白袍下的高跟鞋片頭曲   |
| 寶貝心肝            | 李愛綺       | 微風‧城市                | 2014年3月  | 作曲                            |
| 只是怀旧不算怀念    | 李煒         | 脫胎換骨                 | 2014年12月 | 作曲 原曲名《把你的臉留在想念》 |